# SC Victoria 1914 Templin
Der SC Victoria 1914 Templin e. V. ist ein Sportverein in der im Norden Brandenburgs gelegenen Stadt Templin. Der etwa 250 Mitglieder große Verein betreibt seit 2006 ausschließlich Fußballsport. Er nutzt das städtische Stadion der Freundschaft, das 3000 Zuschauer fasst. Es ist mit einem Rasenplatz und Leichtathletikanlagen ausgestattet.

## Strukturelle Entwicklung
Die Geschichte des SC Victoria geht bis 1914 zurück, als in der damals 5600 Einwohner zählenden Kreisstadt der FC Viktoria Templin gegründet wurde. Er fusionierte 1922 mit dem Templiner SV zum SC Viktoria Templin 1914. Das heutige Stadion der Freundschaft wurde am 10. Juni 1923 eingeweiht. Am 24. Februar 1936 wurde der SV Viktoria auf Veranlassung der Kreisleitung der NSDAP aufgelöst und mit dem Männerturnverein von 1862 zum Turn- und Sportverein von 1862 Templin zusammengeschlossen.
Auch der TSV wurde nach dem Zweiten Weltkrieg im Zuge des allgemeinen Verbots für Sportvereine in der sowjetischen Besatzungszone aufgelöst. Zur Weiterführung des Sportbetriebs entstand eine locker organisierte Sportgemeinschaft, die sich am 2. September 1948 feste Strukturen und den Namen „SG Union Templin“ gab. 1949 erfolgte eine Namensänderung in „SG Fortschritt“. Nachdem in Ostdeutschland der Sport auf der Grundlage von Betriebssportgemeinschaften (BSG) ab 1948 neu organisiert wurde, übernahm das Templiner Kommunale Wirtschaftsunternehmen KWU im April 1950 die Sportgemeinschaft und wandelte sie in die BSG KWU Templin um. Als für die staatlichen und kommunale Verwaltungseinrichtungen die zentrale „Sportvereinigung Einheit“ ins Leben gerufen wurde, wurde die BSG am 4. Mai 1951 in „Einheit Templin“ umgetauft. Üblicherweise unterhielt die BSG mehrere Sportsektionen, wurde aber nur durch ihre Fußballmannschaft über die Kreisgrenzen hinaus bekannt.
Nach der politischen Wende von 1989 stellten die staatlichen Verwaltungsstellen die Unterstützung für die Betriebssportgemeinschaft ein. Um den Sportverkehr weiterführen zu können, wurde von BSG-Mitgliedern 1990 ein eingetragener Verein gegründet, der zunächst den Namen „SC Victoria 1990 Templin“ trug. An die alten Traditionen anknüpfend, wurde der Verein am 18. Juni 1990 in „SC Victoria 1914 Templin“ umbenannt.

## Entwicklung des Fußballsports
Der SC Victoria erzielte seinen größten Erfolg, als er 1928 in die 1. Klasse des Verbandes Berliner Ballspielvereine (VBB) aufstieg. Die 1933 eingerichtete Gauliga Berlin-Brandenburg konnten weder der SC Victoria noch sein Nachfolger TSV erreichen. Nach dem Zweiten Weltkrieg begann die BSG KWU bzw. Einheit in der Bezirksklasse, zunächst Brandenburg Nordost, dann Eberswalde und 1952 nach Gründung der DDR-Bezirke schließlich Neubrandenburg. 1953 gelang der Aufstieg in die drittklassige Bezirksliga Neubrandenburg, nach dem Abstieg 1956 folgte der sofortige Wiederaufstieg. 1964 fiel Templin der Reduzierung der Bezirksliga von zwei auf eine Staffel zum Opfer, Platz 10 bedeutete erneut den Abstieg in die Bezirksklasse. Zwischen 1967 und 1969 wurde die Mannschaft durch fünf Spieler der sowjetischen Garnison Templin verstärkt. Obwohl dies eine wesentliche Verstärkung mit sich brachte, wurde das sowjetische Engagement nach zwei Jahren wieder beendet, da sich die deutschen Spieler weigerten, weiterhin mit „Russen“ zusammen zu spielen. Erst 1971 gelang die Rückkehr in die dritte Liga, die jedoch 1975 erneut verlassen werden musste. Der dritte Aufstieg gelang 1980, 1988 kam das endgültige Bezirksliga-Aus innerhalb des DDR-Fußballbetriebes.
Dreimal qualifizierte sich die BSG Einheit für den DDR-weiten Wettbewerb um den FDGB-Fußballpokal. In der ersten Runde des Wettbewerbs 1957 empfing Templin den Berliner Bezirksligisten SC Motor Berlin, schied aber nach einer 2:3-Niederlage sofort aus dem Pokalwettbewerb aus. 1983 gewann Templin das Neubrandenburger Pokalfinale gegen die BSG Baumechanik Neubrandenburg mit 2:1. Damit zog sie erneut in den DDR-Pokalwettbewerb ein. Am 14. August 1983 empfing die BSG Einheit in der ersten Pokalrunde den Zweitligisten Vorwärts Stralsund und kam nach einem 0:2 erneut nicht weiter. 1990 wurde Einheit Templin zum letzten Mal im DDR-Bezirk Neubrandenburg Pokalsieger. Das Finale am 6. Juni 1990 gewannen die Templiner gegen Motor Süd Neubrandenburg mit 2:1. Im letzten DDR-Pokalwettbewerb musste in der ersten Runde zuhause gegen den Erstligisten Hansa Rostock angetreten werden. Die zwei Klassen höher spielenden Rostocker gewann klar mit 5:1.
Nach der Wende wurde in Brandenburg die Fußballsaison 1990/91 bereits im DFB-Spielsystem durchgeführt. Ohne Punktverlust hatte sich Einheit Templin noch in der Bezirksklasse Neubrandenburg den Aufstieg erkämpft und trat im Sommer 1990 als SC Victoria in der Bezirksliga Frankfurt an. Ein Jahr später qualifizierte sich die Mannschaft für die damals fünftklassige Landesliga Brandenburg, in der der SC Victoria bis zum Abstieg 2000 spielte. Nach acht Jahren in der 7. bzw. 8. Liga Landesklasse gelang 2009 die Rückkehr in die Landesliga. Nach dem Landesliga-Abstieg 2015 spielte Victoria bis 2022 wieder in der Landesklasse Nord. Zum Ende der Saison 2021/22 sicherte sich der SC Victoria den ersten Platz in der Landesklasse Nord und stieg somit wieder in die Landesliga auf. In der darauffolgenden Saison gelang der Klassenerhalt.

## Personen von besonderer Bedeutung
Wolfgang Großstück begann seine Fußballtorwart-Laufbahn bei Einheit Templin. 1955 wechselte er zu Einheit Dresden, wo er 128 Oberligaspiele absolvierte. Er gewann einmal den FDGB-Pokal und stand einmal in der A-Nationalmannschaft.